# 弗勒拉克 (夏朗德省)
弗勒拉克（法語：Fleurac，法語發音：[flœʁak]）是法国夏朗德省的一个市镇，属于干邑区。

## 地理
弗勒拉克（45°43'14"N, 0°5'0"W）面积2.17 平方千米，位于法国新阿基坦大区夏朗德省，该省份为法国西部内陆省份，北起德塞夫勒省和维埃纳省，东临上维埃纳省，东南至多尔多涅省，南至多爾多涅省，西接滨海夏朗德省。
与弗勒拉克接壤的市镇（或旧市镇、城区）包括：埃沙拉、富西尼亚克、梅里尼亚克、沃鲁亚克。

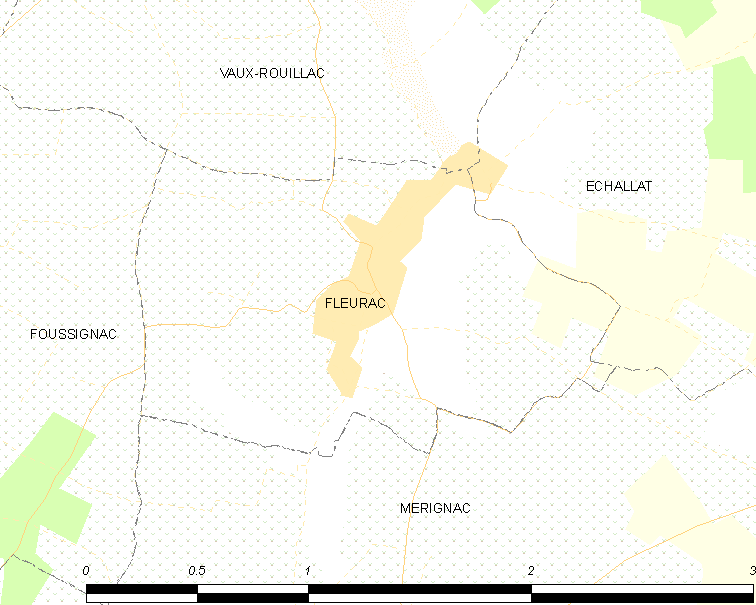
的OSM定位图

弗勒拉克的时区为UTC+01:00、UTC+02:00（夏令时）。

## 行政
弗勒拉克的邮政编码为16200，INSEE市镇编码为16139。

## 政治
弗勒拉克所属的省级选区为雅纳克县。

## 人口

1962-2008年间人口变化图示

弗勒拉克于2022年1月1日时的人口数量为220人。